# MOTTAINAI〜もったいない〜
MOTTAINAI 〜もったいない〜は、日本の歌。作詞:仁井山征弘、作曲:Super Project、企画:増田順彦、岩佐真吾、振り付けラッキィ池田。2007年4月-5月、NHKの歌番組『みんなのうた』で放送された。
題名の『MOTTAINAI』は、ワンガリ・マータイが提唱した『MOTTAINAIプロジェクト』を表している。
新曲としての放送後も『みんなのうたリクエスト係』へ投書やメールなどでのリクエストが多数寄せられ、2007年11月までの長期間、「みんなのうた」再放送枠内などで放送された。この曲は、2007年の『24時間テレビ 「愛は地球を救う」』、『1億3000万人が選ぶ!ベストアーティスト』（共にNTV系列）でも披露された。ルー自身は2007年のNHK紅白歌合戦（第58回）出場に意欲を燃やしていたが、紅白出場には至らなかった。ルーが出場を果たした場合は、明石家さんまが小堺一機、関根勤、テリー伊藤と共にバックダンサーとして出演すると公言していた。